# Christian Capone
Christian Capone (ur. 28 kwietnia 1999 w Vigevano) – włoski piłkarz występujący na pozycji napastnika we włoskim klubie Ternana. Wychowanek Atalanty, w trakcie swojej kariery grał także w takich zespołach, jak Pescara oraz Perugia. Młodzieżowy reprezentant Włoch.